# Унити
Унити (итал. Fiumi Uniti) — искусственное русло, объединяющее течения рек Монтоне и Ронко в восточном направлении, от южной окраины Равенны и до впадения в Адриатическое море около Лидо-Адриано, выкопано в 1730-х годах. Проходит по территории провинции Равенна на востоке области Эмилия-Романья. Длина составляет 9,5 км. Площадь водосборного бассейна — 1199 км². Средний расход воды в устье с 1991 по 2011 года — 12,4 м³/с.